# Tshibumba Kanda Matulu
Tshibumba Kanda Matulu (communément abrégé TKM) est un artiste peintre congolais réputé au Zaïre (nouvellement appelé République démocratique du Congo).

## Biographie
Tshibumba Kanda Matulu, un originaire du Kasaï, né à Lubumbashi (ancien Élisabethville au Congo belge) en 1947 et mort vers 1981, est un peintre qui a travaillé durant la période de l'authenticité culturelles des années 1970. TKM a travaillé le style appelé "art populaire africain" ou "peinture de genre", et est connu pour ses peintures prolifiques représentant des moments clés de l'histoire congolaise tels apparus dans la Folk memory (en) ou mémoire populaire,. TKM était une figure de la peinture de genre qui émergée au Congo belge à la fin des années 1950 et qui intégrait à la fois les styles et techniques européens et congolais. Son œuvre la plus connue est Une histoire visuelle du Zaïre publiée en 1974 et 1976.
Les peintures de TKM les plus connues font d'une série de 101 œuvres commandées par l'anthropologue allemand Johannes Fabian pour illustrer l'histoire congolaise telle qu'elle apparaît dans la mémoire collective nationale. Cette série a été produite entre 1974 et 1976, et forme le corps du travail de TKM, et a servi à une base de la collaboration académique entre les deux. Le résultat de cette collaboration : Se souvenir du présent : Peintures et histoire populaire au Zaïre, a été publié en 1996. TKM considérait le but de ce livre était de présenter de son pays à un enfant né au pays, mais en revanche, Fabian le présente comme une œuvre anthropologique d'étude occidentale.
Parmi les scènes représentées par TKM figuraient : Le massacre d'Élisabethville de 1941, Le discours de l'indépendance de Patrice Lumumba du 30 juin 1960, L'introduction de la culture obligatoire de l'agriculture et le procès du chef religieux Simon Kimbangu par les autorités coloniales belges en 1921. Toutes les peintures étaient faites au moment des invasions de Shaba au cours desquelles la province natale de TKM, le Shaba, a connu une instabilité politique généralisée.

## Œuvres
- Une histoire visuelle du Zaïre,
- Se souvenir du présent : Peintures et histoire populaire au Zaïre,